# Ocean Software
Ocean Software (o Ocean Software Ltd. i de vegades Ocean of America, Inc. però generalment només anomenat com a Ocean) va ser la desenvolupadora de videojocs més gran d'Europa. La companyia va ser fundada per David Ward i Jon Woods i situada al 6, de Central Street, Manchester. Ocean fabricava dotzenes de jocs per a una gran varietat de sistemes com ara ZX Spectrum, Commodore 64, Atari ST, Amiga, PC, i videojocs de consoles com ara la NES i la SNES.

## Història
Els primers projectes d'Ocean (High Noon i Gilligan's Gold) van ser desenvolupats el 1984 a casa. A finals de 1984, Ocean adquireix el seu anterior rival a Liverpool, la difunta desenvolupadora de programari Imagine, i se centra en el desenvolupament i distribució de videojocs. El 1984, Ocean acorda un tracte amb Konami per adaptar els seus videojocs recreatius als microordinadors.
- El 1985, Ocean va obtenir les primeres llicències de pel·lícules com Rambo, Curtcircuit, Cobra i Miami Vice.
- El 1986, signa una aliança amb Taito per realitzar versions casolanes dels seus videojocs recreatius, com Arkanoid i Green Beret.
- El 1987, Ocean distribueix videojocs originals, després d'una gran quantitat de jocs basats en llicències, realitzant Head over Heels, Match Day II i Wizball, considerats com a clàssics per jugadors de la vella escola.
- L'últim videojoc realitzat per Ocean va ser GT 64: Championship Edition el 1998 per la Nintendo 64.
- Ocean adquireix Digital Image Design el 1998.
- Ocean va ser votada guanyadora del "Best 8-bit Software House of the Year 1988" al Golden Joystick Awards.[1]
- Ocean va ser adquirida per Infogrames el 1998 per £100,000,000 i redenominada com a Infogrames UK.

## Ocean Loader (el carregador d'Ocean)
Una de les característiques més reconegudes dels jocs d'Ocean durant l'era de 8 bits va ser l'Ocean Loader. Com la majoria dels ordinadors utilitzaven cassets per emmagatzemar els jocs, carregar un videojoc podia trigar diversos minuts. Ocean va utilitzar un sistema especial per carregar que mostrava una imatge i sonava música (només en Commodore 64) mentre el videojoc estava carregant.
La música del carregador d'Ocean encara és popular entre els fans dels chiptunes. Van existir cinc tons; el 1r i 2n van ser composts per Martin Galway, el 3r per Peter Clarke, el 4t i el 5è per Jonathan Dunn. El primer videojoc que va utilitzar el carregador d'Ocean va ser el Hypersports. Fins al 1987 el carregador d'Ocean va ser escrit pel programador d'Ocean, Bill Barna, des de 1987 fins a finals de la vida comercial del Commodore 64, el carregador va ser reemplaçat per "Freeload", escrit pel programador de la casa Paul Hughes.

## Videojocs llicenciats
Ocean es va fer bastant famosa per comprar els drets per fer videojocs de pel·lícules i sèries de televisió. Molts dels jocs llicenciats combinaven diversos estils de joc, com plataformes i simuladors de conducció. Els jocs llicenciats per Ocean més famosos van ser Batman: la Pel·lícula (1989) i Robocop 3 (1992), el qual tenia gràfics 3D en les versions de 16 bits. També el videojoc d'aventures Hook (1992) va obtenir bones crítiques. El videojoc de 1986 de Batman va obtenir una qualificació de 93% en la revista Crash. Entre d'altres, els videojocs llicenciats van ser:
- The Addams Family
- The Addams Family: Pugsley's Scavenger Hunt
- Addams Family Values
- Batman
- Batman: The Caped Crusader
- Batman: The Movie
- Cobra
- Cool World
- Darkman
- Dennis The Menace
- Eek the Cat
- The Flintstones
- Highlander
- Hook
- Jurassic Park
- Knight Rider
- Lethal Weapon
- Manchester United Championship Soccer
- Miami Vice
- Navy Seals
- Rambo
- Rambo 3
- RoboCop
- RoboCop 2
- RoboCop 3
- Short Circuit
- Total Recall
- The Transformers
- The Untouchables
- Waterworld
- WWF WrestleMania
- WWF European Rampage Tour

## Altres títols
Encara que Ocean va ser famosa pels seus videojocs llicenciats, també va publicar altres títols que van ser molt ben rebuts pel públic i les revistes de videojocs.
- Animal (1996)
- Beach Volley (1989)
- Burnin' Rubber (1990)
- Cabal (1989)[3]
- Chase HQ (1988)[3]
- Chase HQ II (1989)[3]
- Cheesy (1996)
- Choplifter III (1994)
- Combat School (1987)
- Daley Thompson's Decathlon (1984)
- Daley Thompson's Olympic Challenge (1988)
- Daley Thompson's Supertest
- Doom (SNES PAL) (1996)
- Eco (1987)
- EF2000 (1997)
- Elf (1991)
- F29 Retaliator (1990)
- Gryzor (1987)[3]
- Head Over Heels (1987)
- Hunchback (1984)[3]
- Ivanhoe (1990)
- Inferno (1994)
- Jelly Boy
- Last Rites (1997)
- Lost Patrol (1990)
- Midnight Resistance (1990)[3]
- Mr. Nutz (1993)
- Mr. Nutz: Hoppin' Mad (1994)
- Mr Wimpy (1984)
- New Zealand Story (1989)[3]
- Operation Wolf (1989)[3]
- Operation Thunderbolt (1990)[3]
- Pang (1990)[3]
- Parasol Stars (1992)[4]
- Platoon (1988)
- Pushover (1992)
- Rainbow Islands (1990)[3]
- Shadow Warriors (1990)[3]
- Salamander (1988)[3]
- Sleepwalker (1993)
- Space Gun (1992)[3]
- Super Turrican 2 (1995)
- Sword Maker 64 (1997)
- TFX (1993)
- The Great Escape (1986)
- Toki (1991)[3]
- Weaponlord (SNES PAL) (1995)
- Wetrix (Nintendo 64) (1998)
- Where Time Stood Still (1987)
- Wizball (1988)
- Wizkid (1992)
- Worms (1994)
- Zero Divide (1996)